# Brånatjärnen (Stensele socken, Lappland)
Brånatjärnen är en sjö i Storumans kommun i Lappland och ingår i Umeälvens huvudavrinningsområde. Sjön har en area på 0,118 kvadratkilometer och ligger 426,1 meter över havet.

## Delavrinningsområde
Brånatjärnen ingår i det delavrinningsområde (720565-155914) som SMHI kallar för Mynnar i Storbäcken. Medelhöjden är 433 meter över havet och ytan är 1,9 kvadratkilometer. Det finns inga avrinningsområden uppströms utan avrinningsområdet är högsta punkten. Vattendraget som avvattnar avrinningsområdet har biflödesordning 3, vilket innebär att vattnet flödar genom totalt 3 vattendrag innan det når havet efter 276 kilometer. Avrinningsområdet består mestadels av skog (77 procent). Avrinningsområdet har 0,12 kvadratkilometer vattenytor vilket ger det en sjöprocent på 6,3 procent.